# Mega Man's Soccer
Mega Man's Soccer, a veces llamado Mega Man Soccer y conocido en Japón como Rockman Soccer (ロックマンズサッカー?   Soccer de Megaman), es un videojuego de fútbol de la serie Mega Man.

## Trama
La historia inicia mediante que el Dr.Willy reta a Megaman a un campeonato de fútbol para salvar a la tierra entonces el manda a sus robots para que acaben de una vez por todas a Megaman. Después de esto, Megaman logra salir con victoria y rescata a la tierra volviéndose el equipo campeón. 